# Фелипе Лонго
Фелипе Лонго Фернандес да Силва (порт.-браз. Felipe Longo Fernandes da Silva); более известный, как Фелипе Лонго (порт.-браз. Felipe Longo) род. 5 марта 2005, Сан-Паулу) — бразильский футболист, вратарь клуба «Коринтианс».

## Клубная карьера
Лонго — воспитанник клуба «Коринтианс».

## Международная карьера
В 2025 году Лонго в составе молодёжной сборной Бразилии принял участие в молодёжном чемпионате Южной Америки в Венесуэле. На турнире он сыграл в матчах против команд Уругвая, Парагвая, Чили, Аргентины и дважды Колумбии.

## Достижения
Международные
 Бразилия (до 20)
- Победитель молодёжного чемпионата Южной Америки — 2025